# Паличкоподібна водомірка повільна
Паличкоподібна водомірка повільна (Hydrometra gracilenta) — вид водних клопів родини паличкоподібних водомірок (Hydrometridae).

## Поширення
Вид поширений в багатьох країнах Європи, Північній Африці, на Близькому Сході і в Середній Азії. Мешкає у порослих рослинністю повільних струмках, а також у канавах і ставках.

## Опис
Довжина тіла самців від 6,7 до 7,6 мм, самиць від 7,8 до 9,1 мм. Самці темно-бурі, майже чорні, зі світлішою верхньою частиною та основою голови, передньою частиною, боками та кінчиком черевця. Самки світліші, іржаво-жовті з темними боками тергітів черевця, жилками напівнадкрил і нижньої сторони тіла. Очі розташовані не на кінці дуже довгої голови, а посередині. Від близького виду Hydrometra stagnorum відрізняється меншим, розміром, загостреною головою (проти усіченої у Н. stagnorum), відстань між очима та передньою частиною голови приблизно в 1,5 рази більша, ніж між очима та грудьми (тоді як у H stagnorum вона вдвічі більша).

## Спосіб життя
Живе на поверхні води, невелика вага заважає порушувати поверхневий натяг води; активна в сутінках, для відпочинку відходить на сушу. Харчується личинками комарів та іншими дрібними водяними тваринами завдяки своєму загостреному роструму. Також може полювати на суші, скелях та навколишніх берегах. Самиця прикріплює ікру до плавучих рослин. Личинки з'являються у вересні. Зимують імаго.